# Tulasnella pacifica
Tulasnella pacifica är en svampart som beskrevs av Lindsay Shepherd Olive 1957. Tulasnella pacifica ingår i släktet Tulasnella och familjen Tulasnellaceae.   Inga underarter finns listade i Catalogue of Life.